# Natação nos Jogos Pan-Americanos de 2011 - 50 m livre feminino
As competições dos 50 metros livre feminino da natação nos Jogos Pan-Americanos de 2011 foram realizadas no dia 21 de outubro no Centro Aquático Scotiabank, em Guadalajara.

## Medalhistas
| Ouro   | USA Lara Jackson       |
| Prata  | BRA Gracielle Herrmann |
| Bronze | USA Madison Kennedy    |

## Recordes
Antes desta competição, os recordes mundiais e olímpicos da prova eram os seguintes:
| Tipo                             | Atleta             | Tempo | Local          | Data                | Ref |
| -------------------------------- | ------------------ | ----- | -------------- | ------------------- | --- |
|                                  | GER Britta Steffen | 23s73 | Roma           | 2 de agosto de 2009 | ver |
| Recorde dos Jogos Pan-Americanos | VEN Arlene Semeco  | 25s14 | Rio de Janeiro | 18 de julho de 2007 | ver |

## Resultados

### Eliminatórias
| Pos. | Bateria | Raia | Nadador             | País                  | Tempo | Obs. |
| ---- | ------- | ---- | ------------------- | --------------------- | ----- | ---- |
| 1    | 1       | 5    | Graciele Herrmann   | BRA Brasil            | 25.28 | QA   |
| 2    | 3       | 4    | Lara Jackson        | USA Estados Unidos    | 25.39 | QA   |
| 3    | 2       | 4    | Madison Kennedy     | USA Estados Unidos    | 25.40 | QA   |
| 4    | 3       | 5    | Arlene Semeco       | VEN Venezuela         | 25.58 | QA   |
| 5    | 1       | 4    | Vanessa García      | PUR Porto Rico        | 25.64 | QA   |
| 6    | 2       | 5    | Flávia Delaroli     | BRA Brasil            | 25.77 | QA   |
| 7    | 1       | 6    | Nadia Colovini      | ARG Argentina         | 26.04 | , QA |
| 8    | 3       | 3    | Jennifer Beckberger | CAN Canadá            | 26.05 | QA   |
| 9    | 3       | 2    | Liliana Ibáñez      | MEX México            | 26.34 | QB   |
| 10   | 3       | 6    | Carolina Colorado   | COL Colômbia          | 26.64 | QB   |
| 11   | 2       | 3    | Caroline Lapierre   | CAN Canadá            | 26.66 | QB   |
| 12   | 1       | 2    | Ariel Weech         | BAH Bahamas           | 26.76 | QB   |
| 13   | 2       | 6    | Ximena Vilar        | VEN Venezuela         | 26.84 | QB   |
| 14   | 1       | 3    | Chinyere Pigot      | SUR Suriname          | 26.89 | QB   |
| 15   | 3       | 7    | Allyson Ponson      | ARU Aruba             | 27.16 | QB   |
| 16   | 2       | 7    | Karen Torrez        | BOL Bolívia           | 27.24 | QB   |
| 17   | 1       | 7    | Kiera Aitken        | BER Bermudas          | 27.27 |      |
| 18   | 2       | 2    | Debra Rodríguez     | PUR Porto Rico        | 27.28 |      |
| 19   | 3       | 1    | Karin O'Reilly      | ANT Antígua e Barbuda | 31.41 |      |

### Final B
| Pos. | Raia | Nadador           | País          | Tempo | Obs. |
| ---- | ---- | ----------------- | ------------- | ----- | ---- |
| 1    | 4    | Liliana Ibáñez    | MEX México    | 26.17 |      |
| 2    | 6    | Ariel Weech       | BAH Bahamas   | 26.49 |      |
| 3    | 3    | Caroline Lapierre | CAN Canadá    | 26.53 |      |
| 4    | 5    | Carolina Colorado | COL Colômbia  | 26.65 |      |
| 5    | 2    | Ximena Vilar      | VEN Venezuela | 26.80 |      |
| 6    | 1    | Allyson Ponson    | ARU Aruba     | 26.93 |      |
| 7    | 8    | Karen Torrez      | BOL Bolívia   | 27.03 |      |
| 8    | 7    | Chinyere Pigot    | SUR Suriname  | 27.32 |      |

### Final A
| Pos.              | Raia | Nadador             | País               | Tempo | Obs.                             |
| ----------------- | ---- | ------------------- | ------------------ | ----- | -------------------------------- |
| Medalha de ouro   | 5    | Lara Jackson        | USA Estados Unidos | 25.09 | Recorde dos Jogos Pan-Americanos |
| Medalha de prata  | 4    | Graciele Herrmann   | BRA Brasil         | 25.23 |                                  |
| Medalha de bronze | 3    | Madison Kennedy     | USA Estados Unidos | 25.24 |                                  |
| 4                 | 2    | Vanessa García      | PUR Porto Rico     | 25.39 |                                  |
| 5                 | 6    | Arlene Semeco       | VEN Venezuela      | 25.57 |                                  |
| 6                 | 7    | Flávia Delaroli     | BRA Brasil         | 25.94 |                                  |
| 7                 | 1    | Nadia Colovini      | ARG Argentina      | 26.08 |                                  |
| 8                 | 8    | Jennifer Beckberger | CAN Canadá         | 26.12 |                                  |

Legenda
| Recorde mundial                  | Recorde mundial (World record)               |                       | Recorde africano                      | Recorde africano (African) |                                           | Q | Classificado por posição (Qualified) |
| Recorde dos Jogos Pan-Americanos | Recorde pan-americano (Pan-American record)  | Recorde da América    | Recorde da América (Americas)         | q                          | Classificado por melhor tempo (Qualified) |   |                                      |
| Melhor marca do ano              | Melhor marca do ano (World leading)          | Recorde asiático      | Recorde asiático (Asian)              | DNS                        | Não largou (Did not start)                |   |                                      |
| Recorde nacional                 | Recorde nacional (National record)           | Recorde europeu       | Recorde europeu (European)            | DNF                        | Não terminou (Did not finish)             |   |                                      |
| Recorde pessoal                  | Recorde pessoal do atleta (Personal best)    | Recorde da Oceania    | Recorde da Oceania (Oceania)          | DSQ / DQ                   | Desclassificado (Disqualified)            |   |                                      |
| Recorde da temporada             | Recorde da temporada do atleta (Season best) | Recorde sul-americano | Recorde sul-americano (South America) | NM                         | Sem marca (No mark)                       |   |                                      |